# Luciano Massarelli
Luciano Nicolás Massarelli (Buenos Aires, 23 de julio de 1993) es un basquetbolista argentino que juega en la posición de escolta.

## Carrera

### Inicios
Luciano realizó la etapa de minibasquet en el Club Cultural y Deportivo 17 de Agosto, luego hizo las inferiores en el Club Villa General Mitre de Buenos Aires. Cuando estaba en esta institución fue citado por primera vez a la Selección Argentina U-15, disputando el Campeonato Sudamericano del 2008.

### Ramos Mejía LTC
Con buenas actuaciones en su club y la selección, Luciano es contratado por Ramos Mejía Lawn Tennis Club, equipo que participaba en el Torneo Federal de Básquetbol, certamen profesional de tercera división nacional. En esta institución participó por dos temporadas, debutando en el 2010. 
Ya con 18 años era deportista profesional, integrando la selección nacional y además se dispuso a participar por segunda vez en Ramos Mejía LTC, ansiando además, dar un salto a una categoría superior. En esa segunda temporada fue elegido como el "mejor base" del certamen y también como participante del "equipo ideal".[cita requerida]

### Ciclista
Para la temporada 2012/13 es fichado por Ciclista Juninense como jugador menor. En el equipo de Junín, Luciano promedió 17 minutos por partido, marcando 146 puntos en 30 partidos. El equipo llegó hasta cuartos de final, no pudiendo lograr el ascenso.
Ya en su segunda temporada en Ciclista, Luciano fue más determinante para el equipo, ya que disputó la mayoría de los partidos, con un promedio de 35 minutos, marcando 490 puntos y 151 asistencias. El club finalizó primero en la fase regular y además logró imponerse en los play offs, llegando a ganar la final y ascendiendo a la Liga Nacional de Básquet. Esta fue su mejor temporada en el TNA, siendo elegido como el mejor jugador.

### Peñarol
En junio del 2014 se hace oficial su contatación por parte de Peñarol, equipo de Liga Nacional y último campeón.

### Olímpico La Banda
Tras dos temporadas en el equipo marplatense, Luciano pasa a Ciclista Olímpico de La Banda. En diciembre de 2016 sufre la rotura del ligamento cruzado anterior, lesión que lo marginó de las canchas por el resto de la temporada 2016-17.

### Argentino de Junín
En 2017 y tras meses de inactividad, firmó contrato con Argentino de Junín para la temporada 2017-18 de La Liga. En abril de 2018 debió operarse de la rodilla y eso lo marginó por el resto de la temporada. Hasta ese momento llevaba promediado 30 partidos de Liga, con 17n7 puntos (máximo goleador del equipo), 3,7 asistencias, 3,2 rebotes y 1 robo en 32,5 minutos.

### Ferro
El 30 de julio del 2018 se confirma su fichaje por el Club Ferro Carril Oeste para disputar la Liga Nacional de Básquet 2018-19. En su segunda temporada en Ferro Carril Oeste, Massarelli promedió 11.4 puntos, 2.2 rebotes y 2.3 asistencias por encuentro.

### Palencia Baloncesto
El 7 de agosto del 2020 se confirma su fichaje por el Palencia Baloncesto de la Liga LEB Oro.

### Islandia
El 4 de septiembre de 2021, firma por el UMF Þór Þorlákshöfn de Úrvalsdeild karla en Islandia. Luego de concluir la temporada, dejó a su club para unirse al ÍR Reykjavík.

## Clubes
| Club                | País      | Año         |
| ------------------- | --------- | ----------- |
| Ramos Mejía LTC     | Argentina | 2010 - 2012 |
| Ciclista Juninense  | Argentina | 2012 - 2014 |
| Peñarol             | Argentina | 2014 - 2016 |
| Ciclista Olímpico   | Argentina | 2016 - 2017 |
| Argentino (J)       | Argentina | 2017 - 2018 |
| Ferro               | Argentina | 2018 - 2020 |
| Palencia Baloncesto | España    | 2020 - 2021 |
| UMF Þór Þorlákshöfn | Islandia  | 2021 - 2022 |
| ÍR Reykjavík        | Islandia  | 2022 - 2023 |

## Selección nacional

### Selecciones juveniles
Massarelli participó del Campeonato Sudamericano de Baloncesto Sub-15 de 2008, jugando cuatro encuentros y destacándose por sus 50 conversiones y sus 13 asistencias. En ese certamen Argentina se proclamó campeón.
En el Campeonato FIBA Américas Sub-16 de 2009, Massarelli jugó cinco partidos, promediando 11.6 puntos y 14 asistencias por encuentro. De ese modo el jugador fue convocado para disputar el Campeonato Mundial de Baloncesto Sub-17 de 2010, en el cual la Argentina terminó novena.
Su siguiente participación internacional fue en el Campeonato Mundial de Baloncesto Sub-19 de 2011. En esa ocasión Argentina finalizó cuarta, en tanto que Massarelli terminó la competencia con 9 partidos jugados, un porcentaje de 11.2 puntos convertidos, siendo el goleador del equipo, y 16 asistencias.

### Selección de baloncesto 3x3
En 2019 el jugador formó parte de la selección de baloncesto 3x3 de Argentina que participó del torneo de baloncesto 3x3 en el marco de los Juegos Panamericanos de 2019. Ese equipo -en el que también estaban Fernando Zurbriggen, Fausto Ruesga y Nicolás Romano- terminó en la última posición del certamen. 

## Palmarés

### Campeonatos nacionales
- Actualizado hasta el 23 de mayo de 2016.

| Título          | Club               | País      | Año         |
| --------------- | ------------------ | --------- | ----------- |
| Campeón del TNA | Ciclista Juninense | Argentina | 2013 - 2014 |

### Individuales
- Actualizado hasta el 23 de mayo de 2016.

| Título                               | Club               | País      | Año         |
| ------------------------------------ | ------------------ | --------- | ----------- |
| MVP del Torneo Federal de Básquetbol | Ramos Mejía LTC    | Argentina | 2011 - 2012 |
| MVP del Torneo Nacional de Ascenso   | Ciclista Juninense | Argentina | 2013 - 2014 |